# Dough Boys (filme)
Dough Boys é um filme de drama de 2009 escrito e produzido por Preston A. Whitmore II e dirigido por Nicholas Harvell.

## Elenco
- Amanda Aardsma como Palova
- Wood Harris como Julian
- Arlen Escarpeta como Corey
- Kirk Jones (Sticky Fingaz) como Deuce
- Reagan Gomez-Preston como Beleza
- Cory Hardrict como Smooth
- Maurice McRae como Black
- Lorenzo Eduardo como Long Cuz
- Page Kennedy como Aub
- Ricky Harris como Faze Disco
- Richard Brooks como detetive Nichols
- Cooper Harris como detetive Rice
- Gabriel Casseus como Simuel
- Kel Mitchell como Reggie
- Leonard A. Anderson como Oficial White
- Mirtha Michelle como Selecia
- Tina Huang como Zena